# Diskografie George Ezry
Toto je seznam doposud vydané diskografie anglického hudebníka George Ezry.

## Alba

### Studiová alba
| Název               | Detaily o albu                                      | Umístění v hitparádách | Umístění v hitparádách | Umístění v hitparádách | Umístění v hitparádách | Umístění v hitparádách | Umístění v hitparádách | Umístění v hitparádách | Umístění v hitparádách | Umístění v hitparádách | Umístění v hitparádách | Prodeje         | Certifikace |
| Název               | Detaily o albu                                      | UK                     | AUS                    | AUT                    | BEL (FL)               | GER                    | IRE                    | NL                     | NZ                     | SWI                    | US                     | Prodeje         | Certifikace |
| ------------------- | --------------------------------------------------- | ---------------------- | ---------------------- | ---------------------- | ---------------------- | ---------------------- | ---------------------- | ---------------------- | ---------------------- | ---------------------- | ---------------------- | --------------- | --- |
| Wanted on Voyage    | - Vydáno: 30. června 2014 - Vydavatelství: Columbia | 1                      | 4                      | 9                      | 13                     | 8                      | 5                      | 9                      | 4                      | 6                      | 19                     | - UK: 1,499,571 | - BPI: 5× Platinum - ARIA: Platinum - BVMI: Gold - IFPI SWI: Gold - MC: Platinum - RIAA: Gold - RMNZ: Platinum |
| Staying at Tamara's | - Vydáno: 23. března 2018 - Vydavatelství: Columbia | 1                      | 7                      | 6                      | 19                     | 10                     | 2                      | 7                      | 8                      | 6                      | 68                     | - UK: 1,186,354 | - BPI: 4× Platinum - ARIA: Platinum - BVMI: Gold - RMNZ: Platinum                                              |
| Gold Rush Kid       | - Vydáno: 10. června 2022 - Vydavatelství: Columbia | 1                      | 10                     | 9                      | 6                      | 12                     | 3                      | 5                      | 14                     | 6                      | —                      |                 | - BPI: Gold |

## Extended play
| Title                  | Details                                         |
| ---------------------- | ----------------------------------------------- |
| Did You Hear the Rain? | - Vydáno: 25. března 2013 - Vydavatelství: Sony |
| Cassy O'               | - Vydáno: 7. března 2014 - Vydavatelství: Sony  |
| Live in London         | - Vydáno: 24. prosince 2015                     |

## Singly
| "Did You Hear the Rain?"                                                                | 2013 | —  | —  | 72 | —  | —   | 89 | —  | — | —  | —  | | Wanted on Voyage    |
| "Budapest"                                                                              | 2013 | 3  | 5  | 1  | 7  | 3   | 4  | 4  | 1 | 7  | 32 | - BPI: 6× Platinum - ARIA: 9× Platinum - BEA: Gold - BVMI: Platinum - IFPI AUT: Gold - IFPI SWI: Platinum - MC: 3× Platinum - RIAA: Platinum - RMNZ: 2× Platinum        | Wanted on Voyage    |
| "Cassy O'"                                                                              | 2014 | 70 | —  | —  | —  | —   | —  | —  | — | —  | —  | - BPI: Gold | Wanted on Voyage    |
| "Blame It on Me"                                                                        | 2014 | 6  | 10 | 11 | —  | 27  | 17 | —  | 8 | 16 | —  | - BPI: 2× Platinum - ARIA: 2× Platinum - BVMI: Gold - RMNZ: Gold - RIAA: Gold                                                                                           | Wanted on Voyage    |
| "Listen to the Man"                                                                     | 2014 | 41 | —  | —  | —  | —   | 83 | —  | — | —  | —  | - BPI: Platinum | Wanted on Voyage    |
| "Barcelona"                                                                             | 2015 | —  | —  | —  | —  | —   | —  | —  | — | —  | —  | - BPI: Platinum - ARIA: Platinum - RIAA: Gold | Wanted on Voyage    |
| "Don't Matter Now"                                                                      | 2017 | 66 | —  | —  | —  | —   | —  | —  | — | —  | —  | - BPI: Gold | Staying at Tamara's |
| "Paradise"                                                                              | 2018 | 2  | —  | 2  | —  | 24  | 5  | —  | — | 38 | —  | - BPI: 4× Platinum - ARIA: 2× Platinum - BVMI: Gold - IFPI AUT: Platinum - MC: Gold                                                                                     | Staying at Tamara's |
| "Shotgun"                                                                               | 2018 | 1  | 1  | 4  | 1  | 12  | 1  | 3  | 1 | 4  | —  | - BPI: 6× Platinum - ARIA: 13× Platinum - BEA: Gold - BVMI: Platinum - IFPI AUT: 2× Platinum - IFPI SWI: 2× Platinum - MC: 2× Platinum - RIAA: Gold - RMNZ: 3× Platinum | Staying at Tamara's |
| "Hold My Girl"                                                                          | 2018 | 8  | 55 | 53 | 26 | —   | 33 | —  | — | —  | —  | - BPI: 2× Platinum - ARIA: 3× Platinum - BVMI: Gold - IFPI AUT: Platinum - IFPI SWI: Gold                                                                               | Staying at Tamara's |
| "Pretty Shining People"                                                                 | 2019 | 25 | —  | —  | 15 | —   | 40 | —  | — | —  | —  | - BPI: Platinum | Staying at Tamara's |
| "Come on Home for Christmas"                                                            | 2021 | 8  | —  | —  | 21 | 100 | —  | —  | — | —  | —  | - BPI: Silver | Singl bez alb       |
| "Anyone for You (Tiger Lily)"                                                           | 2022 | 12 | —  | 52 | 4  | 79  | 12 | 17 | — | 63 | —  | - BPI: Platinum - IFPI AUT: Gold - IFPI SWI: Gold | Gold Rush Kid       |
| "Green Green Grass"                                                                     | 2022 | 3  | 19 | 17 | 2  | 55  | 4  | 29 | — | 58 | —  | - BPI: 2× Platinum - ARIA: Platinum - IFPI SWI: Gold | Gold Rush Kid       |
| "Dance All Over Me"                                                                     | 2022 | 61 | —  | —  | 7  | —   | —  | —  | — | —  | —  | - BPI: Silver | Gold Rush Kid       |
| "Sweetest Human Being Alive"                                                            | 2023 | —  | —  | —  | —  | —   | —  | —  | — | —  | —  | | Gold Rush Kid       |
| "—" značí, že se nahrávka neumístila v hitparádách nebo v tomto území ani nebyla vydána |      |    |    |    |    |     |    |    |   |    |    | |                     |

### Promo singly
| Název            | Rok  | Umístění v hitparádách | Album         |
| Název            | Rok  | NZ Hot                 | Album         |
| ---------------- | ---- | ---------------------- | ------------- |
| "I Went Hunting" | 2022 | 34                     | Gold Rush Kid |

## Další umístěné a certifikované písně
| Název                                                                                   | Rok  | Umístění v hitparádách | Umístění v hitparádách | Certifikace   | Album               |
| Název                                                                                   | Rok  | UK                     | SCO                    | Certifikace   | Album               |
| --------------------------------------------------------------------------------------- | ---- | ---------------------- | ---------------------- | ------------- | ------------------- |
| "Leaving It Up to You"                                                                  | 2014 | 95                     | 86                     | - BPI: Silver | Wanted on Voyage    |
| "Get Away"                                                                              | 2018 | —                      | —                      | - BPI: Silver | Staying at Tamara's |
| "All My Love"                                                                           | 2018 | —                      | —                      | - BPI: Silver | Staying at Tamara's |
| "Sugarcoat"                                                                             | 2018 | —                      | —                      | - BPI: Silver | Staying at Tamara's |
| "Saviour" (feat. First Aid Kit)                                                         | 2018 | —                      | —                      | - BPI: Silver | Staying at Tamara's |
| "The Beautiful Dream"                                                                   | 2018 | —                      | —                      | - BPI: Silver | Staying at Tamara's |
| "Only a Human"                                                                          | 2018 | —                      | —                      | - BPI: Silver | Staying at Tamara's |
| "—" značí, že se nahrávka neumístila v hitparádách nebo v tomto území ani nebyla vydána |      |                        |                        |               |                     |

## Videoklipy
| Název                                          | Rok  | Režisér                                | Ref.   |
| ---------------------------------------------- | ---- | -------------------------------------- | ------ |
| "Did You Hear the Rain?"                       | 2013 | Ned Miles                              | [ 38 ] |
| "Budapest"                                     | 2013 | Rob Brandon                            | [ 39 ] |
| "Cassy O'"                                     | 2014 | Rob Brandon                            | [ 40 ] |
| "Blame It on Me"                               | 2014 | Roger Guàrdia                          | [ 41 ] |
| "Listen to the Man"                            | 2014 | Rob Brandon                            | [ 42 ] |
| "Barcelona"                                    | 2015 | Ben Reed                               | [ 43 ] |
| "Leaving It Up to You"                         | 2015 |                                        | [ 44 ] |
| "Don't Matter Now"                             | 2017 | Marc Oller                             | [ 45 ] |
| "Paradise"                                     | 2018 | Tim Mattia                             | [ 46 ] |
| "Shotgun"                                      | 2018 | Nelson De Castro, Carlos Lopez Estrada | [ 47 ] |
| "Hold My Girl"                                 | 2018 | Bison                                  | [ 48 ] |
| "Pretty Shining People"                        | 2019 | Michael Cumming                        | [ 49 ] |
| "Come On Home for Christmas"                   | 2021 | Isaac Ravishankara                     | [ 50 ] |
| "Anyone for You"                               | 2022 | Andrew Donoho                          | [ 51 ] |
| "Green Green Grass"                            | 2022 | Isaac Ravishankara                     | [ 52 ] |
| "Dance All Over Me"                            | 2022 | Charlie Sarsfield                      | [ 53 ] |
| "Come On Home for Christmas" (Alternate video) | 2022 |                                        | [ 54 ] |